# Stuart A. Reiss
Stuart A. Reiss (* 15. Juli 1921 in Chicago, Illinois; † 21. Dezember 2014) war ein US-amerikanischer Artdirector und Szenenbildner, der zweimal den Oscar für das beste Szenenbild gewann und weitere viermal für diesen Oscar nominiert war.

## Leben
Reiss begann seine Laufbahn als Artdirector und Szenenbildner in der Filmwirtschaft Hollywoods 1947 bei Filmen wie Der Scharlatan und Ein Gespenst auf Freiersfüßen und arbeitete bis 1986 an der Herstellung von annähernd 100 Filmen mit.
Bei der Oscarverleihung 1954 erhielt er zusammen mit Lyle R. Wheeler und Maurice Ransford seine erste von vier Oscarnominierung für das beste Szenenbild und zwar für den Schwarzweißfilm Der Untergang der Titanic (1953) von Jean Negulesco mit Clifton Webb, Barbara Stanwyck und Robert Wagner in den Hauptrollen. 1957 folgte eine weitere Oscarnominierung mit Wheeler, Jack Martin Smith und Walter M. Scott für das Szenenbild in dem Schwarzweißfilm Moderne Jugend (Teenage Rebel, 1956), einem Filmdrama von Edmund Goulding mit Ginger Rogers, Michael Rennie und Mildred Natwick.
1960 gewann Reiss zusammen mit Wheeler, Scott und George W. Davis seinen ersten Oscar für das beste Szenenbild in dem Schwarzweißfilm Das Tagebuch der Anne Frank (1959) von George Stevens mit den Hauptdarstellern Millie Perkins, Joseph Schildkraut und Shelley Winters.
1965 wurde er erneut für den Oscar nominiert und zwar diesmal mit Smith, Scott und Ted Haworth für den Farbfilm Immer mit einem anderen (1964), einer unter der Regie von J. Lee Thompson entstandenen Filmkomödie mit Shirley MacLaine, Paul Newman und Robert Mitchum.
Seinen zweiten Oscar gewann Reiss mit Smith, Scott und Dale Hennesy 1967 für das Szenenbild in dem Farbfilm Die phantastische Reise (1966), einem Science-Fiction-Film von Richard Fleischer mit Stephen Boyd, Raquel Welch und Edmond O’Brien in den Hauptrollen.
Die vierte und letzte Nominierung für einen Oscar für das beste Szenenbild bekam er bei der Oscarverleihung 1968 zusammen mit Smith, Scott, Mario Chiari sowie Ed Graves für das Filmmusical Doktor Dolittle (1967) von Richard Fleischer mit Rex Harrison, Anthony Newley und William Dix.

## Filmografie (Auswahl)
- 1947: Der Scharlatan (Nightmare Alley)
- 1947: Ein Gespenst auf Freiersfüßen (The Ghost and Mrs. Muir)
- 1949: It Happens Every Spring
- 1950: Der Held von Mindanao (American Guerrilla in the Philippines)
- 1950: Der geheimnisvolle Ehemann (The Jackpot)
- 1951: Zwei in der Falle (Rawhide)
- 1953: Der Untergang der Titanic (Titanic)
- 1953: Weiße Frau am Kongo (White Witch Doctor)
- 1953: Down Among the Sheltering Palms
- 1955: Tokio-Story (House of Bamboo)
- 1955: Treffpunkt Hongkong (Soldier of Fortune)
- 1955: Das verflixte 7. Jahr (The Seven Year Itch)
- 1956: Moderne Jugend (Teenage Rebel)
- 1958: Die jungen Löwen (The Young Lions)
- 1959: Das Tagebuch der Anne Frank (	The Diary of Anne Frank)
- 1960: Sieben Diebe (Seven Thieves)
- 1960: Land der tausend Abenteuer (North to Alaska)
- 1964: Immer mit einem anderen (What a Way to Go!)
- 1966: Die phantastische Reise (Fantastic Voyage)
- 1967: Doktor Dolittle
- 1968: Die wilden Jahre (The Sweet Ride)
- 1970: MASH
- 1971: Flucht vom Planet der Affen (	Escape from the Planet of the Apes)
- 1972: Ghost Story (Fernsehserie)
- 1980: Der Tag, an dem die Welt unterging (When Time Ran Out...)
- 1986: Ärger, nichts als Ärger (A Fine Mess)

## Auszeichnungen
- 1960: Oscar für das beste Szenenbild in einem Schwarzweißfilm
- 1967: Oscar für das beste Szenenbild in einem Farbfilm